# Rhabdomastix megacantha
Rhabdomastix megacantha là một loài ruồi trong họ Limoniidae. Chúng phân bố ở miền Tân bắc.